# Yogi Björn
Yogi Björn (engelska: Yogi Bear) är en serie amerikanska animerade kortfilmer producerade av Hanna-Barbera. De visades ursprungligen i syndikering 1961-1962. Tillika är det namnet på seriens huvudperson, som också är en av Hanna-Barberas vanligast förekommande animerade figurer.
Under de första åren var Yogi-filmerna ett stående inslag i antologiserien The Huckleberry Hound Show. 1961 utvecklades det till ett titelnummer i den nystartade antologiserien The Yogi Bear Show.

## Handling och rollfigurer
Serien utspelar sig i naturreservatet Jellystone Park (jämför Yellowstone nationalpark) där björnen Yogi bor med sina vänner. 
- Yogi Björn (Yogi Bear, spelad av Daws Butler). Yogi är seriens huvudperson – en sorglös björn som helst vill tillbringa dagen med att ta det lugnt, umgås med sina vänner och stjäla turisternas picknickkorgar.
- Bobo (Boo-Boo, spelad av Don Messick). Yogis bästa vän, som – många gånger motvilligt – blir indragen i Yogis upptåg. Förhållandet mellan dem påminner om det mellan Fred Flinta och Barney Granit, två andra av Hanna-Barberas kända figurer.
- skogvaktare Smith (Ranger John Francis Smith, spelad av Don Messick). Strikt väktare av parken och Yogis ständige antagonist. Trots att Smith gör sitt bästa för att hindra Yogis påhitt – vare sig det gäller att stjäla picknickkorgar, bli berömd eller något annat – drar han alltid det kortaste strået.
- Cindy (Cindy Bear, spelad av Julie Bennett). Yogis flickvän som allt som oftast är skeptisk till pojkvännens idéer. Cindy introducerades 1961.

## Yogi Björn i Sverige
I Sverige har Yogi Björn-filmerna visats såväl fristående som tillsammans med andra tidiga Hanna-Barbera-produktioner. I början av 1990-talet ingick de i TV3:s Barntrean, och avsnitt finns även utgivna på VHS. Ett avsnitt med Media Dubb:s originalröster från TV3 finns på DVD-filmen Tecknade pärlor.
Yogi och hans vänner har även förekommit i serietidningsversion. I äldre svenska översättningar kallades Yogi för Pekka och hans vän Bobo för Brum.

## Produktion
Den totala produktionen av Yogi Björn-filmer omfattar 70 filmer på vardera sju-åtta minuter. Dessa filmer visades ursprungligen i amerikansk tv under åren 1958-1962. De syntes då som inslag i två antologiprogram: The Huckleberry Hound Show (1958-1959), och The Yogi Bear Show (1961-1962).

### 1958-1959
The Huckleberry Hound Show premiärsändes i amerikansk tv hösten 1958 och var Hanna-Barberas första serie som enbart bestod av nyproducerade filmer. Under de första säsongerna bestod varje avsnitt av en episod av kortfilmsserierna Huckleberry Hund, Yogi Björn och Pixie och Dixie. 
1961, när Yogi betroddes med ett eget antologiprogram av samma sort (se nedan), togs hans plats i The Huckleberry Hound Show av Hokey Wolf.
Totalt producerades 35 Yogi Bear-filmer för The Huckleberry Hound Show.

#### Säsong 1
1. "Yogi Bears's Big Break" (2 oktober 1958)
2. "Slumber Party Smarty" (9 oktober 1958)
3. "Pie-Pirates" (16 oktober 1958)
4. "Big Bad Bully" (23 oktober 1958)
5. "Fox Hound-Dog" (30 oktober 1958)
6. "The Brave Little Brave" (6 november 1958)
7. "Tally Ho Ho Ho "(13 november 1958)
8. "High Fly Guy" (20 november 1958)
9. "Baffled Bear" (27 november 1958)
10. "Big Brave Bear" (4 december 1958)
11. "The Stout Trout" (18 december 1958)
12. "The Buzzin' Bear" (25 december 1958)
13. "The Runaway Bear" (8 januari 1959)
14. "Be My Guest Pest" (15 januari 1959)
15. "Duck in Luck" (29 januari 1959)
16. "Bear on a Picnic" (5 februari 1959)
17. "Prize Fight Fright" (19 februari 1959)
18. "Brainy Bear" (26 februari 1959)
19. "Robin Hood Yogi" (5 mars 1959)
20. "Daffy Daddy" (12 mars 1959)
21. "Scooter Looter" (19 mars 1959)
22. "Hide and Go Peek" (26 mars 1959)

#### Säsong 2
1. "Show Biz Bear" (12 september 1959)
2. "Lullabye-Bye Bear" (12 september 1959)
3. "Bearface Disguise" (26 september 1959)
4. "Papa Yogi "(3 oktober 1959)
5. "Stranger Ranger" (10 oktober 1959)
6. "Rah Rah Bear" (17 oktober 1959)
7. "Bear For Punishment" (24 oktober 1959)
8. "Nowhere Bear" (31 oktober 1959)
9. "Wound Up Bear" (7 november 1959)
10. "Bewitched Bear" (14 november 1959)
11. "Hoodwinked Bear" (21 november 1959)
12. "Snow White Bear" (28 november 1959)
13. "Space Bear" (5 december 1959)

### 1961-1962
Efter att Yogi blivit ett tillräckligt populärt inslag i The Huckleberry Hound Show, fick serien hösten 1961 ett eget antologiprogram. The Yogi Bear Show sändes i amerikansk tv under säsongen 1961–1962. Varje avsnitt var 22 minuter långt, och innehöll förutom filmerna med Yogi Björn – de som är listade här – även Snagglepuss och Yakky Doodle. Enda undantaget från detta format var det sista avsnittet av The Yogi Bear Show, som bestod det tredelade Yogi-avsnittet Y"ogi's Birthday Party", och alltså inte innehöll någon Snagglepuss- eller Yakky Doodle-film.
Totalt omfattade även denna omgångs produktion 35 filmer.

#### Säsong 3
1. Oinks and Boinks (30 januari 1961)
2. Booby Trapped Bear (6 februari 1961)
3. Gleesome Threesome (13 februari 1961)
4. A Bear Pair (20 februari 1961)
5. Spy Guy (27 februari 1961)
6. Do or Diet (6 mars 1961)
7. Bears and Bees (13 mars 1961)
8. Biggest Show-Off on Earth (20 mars 1961)
9. Genial Genie (27 mars 1961)
10. Cub Scout Boo Boo (3 april 1961)
11. Home-Sweet Jellystone (10 april 1961)
12. Love Bugged Bear (17 april 1961)
13. Bare Face Bear (24 april 1961)
14. Slap Happy Birthday (1 maj 1961)
15. A Bear Living (8 maj 1961)
16. Disguise and Gals (15 maj 1961)
17. Touch and Go-Go-Go (16 september 1961)
18. Acrobatty Yogi (23 september 1961)
19. Ring-A-Ding Picnic Basket (30 september 1961)

#### Säsong 4
1. Iron Hand Jones (7 oktober 1961)
2. Yogi's Pest Guest (14 oktober 1961)
3. Missile Bound Yogi (21 oktober 1961)
4. Loco Locomotive (28 oktober 1961)
5. Missile-Bound Bear (4 november 1961)
6. Wooin' Bruin (11 november 1961)
7. Yogi in the City (18 november 1961)
8. Queen Bee for a Day (25 november 1961)
9. Batty Bear (2 december 1961)
10. Droop-A-Long Yogi (9 december 1961)
11. Threadbare Bear (16 december 1961)
12. Ice Box Raider (23 december 1961)
13. Bear Foot Soldiers (30 december 1961)
14. Yogi's Birthday Party, Part 1 (6 januari 1962)
15. Yogi's Birthday Party, Part 2 (6 januari 1962)
16. Yogi's Birthday Party, Part 3 (6 januari 1962)

## Senare framträdanden
Precis som rollfigurerna i de flesta av Hanna-Barberas 1960-talsproduktioner återkom Yogi Björn, ofta (men inte alltid) tillsammans med Bobo, i ett flertal av de serier som studion producerade under 1970-, 1980- och 1990-talen. I dessa serier intar han vanligen rollen som ledare för Hanna-Barberas övriga 1960-talsfigurer.
- Yogi's Gang (1973-1974)
- Laff-A-Lympics (1977-1980)
- Yogi's Space Race (1978-1979)
- Galaxy Goof-Ups (1978-1979)
- Yogi's Treasure Hunt (1985-1986, på svenska under titeln Yogis skattjakt)
- The New Yogi Bear Show (1988-1989)
- Wake, Rattle and Roll (1990-1991)
- Yo Yogi! (1991-1992)

Utöver sina egna serier gjorde Yogi även ett gästframträdande i Hanna-Barberas primetime-serie Familjen Flinta; detta skedde i avsnittet "Swedish Visitors" från mars 1963. Under 1990- och 2000-talet gästspelade han i flera av Hanna-Barberas och Cartoon Networks tv-serier.

## Långfilm
- 1964 gavs Yogi huvudrollen i Hanna-Barberas första långfilm, Hallå där – Yogi e' här! (Hey There, It's Yogi Bear). Utöver detta har även en handfull tv-filmer och -specialare producerats.
- 2010 kom spelfilmen Yogi Björn med Dan Aykroyd som Yogis engelska röst.